# 般頓公園球場
布倫頓公園球場（英語：Brunton Park）是位於英格蘭西北部坎布里亞郡卡萊爾的足球運動場，於1909年啟用，是卡莱尔联足球俱乐部的主場球場。

## 看台
球場由四座獨立的看台組成，分別為華威路看台（Warwick Road End）、東看台（East Stand，冠名稱為「The Story Homes Stand」）、西看台（West Stand）及容納客隊球迷的柏泰利看台（Petteril End），可容16,981名球迷。

## 事故
球場的主看台於1953年被火災焚燒：2005年球場曾遭受洪水完全淹浸。

## 外部連結
- Brunton Park Carlisle United FC
- Brunton Park at PitchMap.co.uk